# After My Death
Pour plus de détails, voir Fiche technique et Distribution.
After My Death (죄 많은 소녀, Joe manh-eun sonyeo) est un film sud-coréen, premier long métrage réalisé par Kim Ui-seok, sorti en 2017. Le réalisateur explique s'être inspiré des sentiments qu'il a vécus après la disparition de l'un de ses meilleurs amis.

## Synopsis
Kyung-min, élève d'une école pour jeunes filles, disparait soudainement.

## Fiche technique
- Titre original : 죄 많은 소녀, Joe manh-eun sonyeo
- Titre français : After My Death
- Réalisation : Kim Ui-seok
- Photographie : Baek Sung-bin
- Pays d'origine : Corée du Sud
- Format : Couleurs - 35 mm
- Genre : drame
- Durée : 113 minutes
- Dates de sortie :
  -  Corée du Sud : 13 septembre 2018 (sortie nationale), octobre 2017 (Festival de Busan 2017)
  -  France : 21 novembre 2018

## Distribution
- Jeon Yeo-Bin : Lee Young-Hee
- Seo Young-Hwa : la mère de Kyung-min
- Go Won-Hee : Han-Sol
- Yoo Jae-myung : le détective
- Seo Hyun-Woo : le professeur titulaire

## Sortie

### Accueil critique
En France, le site Allociné recense une moyenne des critiques presse de 3,5/5, et des critiques spectateurs à 3/5.
Pour Mathieu Macheret de Télérama, « After My Death s'empare d'un sujet grave, le suicide des adolescents, dans un pays où le phénomène atteint un taux deux fois plus élevé que la moyenne mondiale. Kim Ui-seok ne s'en tient pas au constat mais ausculte à travers ce fléau le malaise plus complexe d'une société coréenne hyperconcurrentielle, cynique et brutale, suscitant chez certains, notamment les plus jeunes, une pulsion de mort et des bouffées de nihilisme, qui ne sont jamais que le reflet déformé de sa propre dureté. ».
Pour Frédéric Strauss de Télérama, « ce film coréen crée une atmosphère frôlant le polar comme le fantastique ou le tableau sociologique d'un pays où le suicide fait des ravages. [...] L'étrangeté constante captive, puis déconcerte, si l'on attend une résolution en bonne et due forme. Le réalisateur offre, au contraire, une plongée toujours plus profonde, et souvent envoûtante, dans le mystère. ».
Pour Olivier Lamm de Libération, « Kim Ui-seok, qui réalise ici son premier long métrage, s'intéresse moins à sa disparue et à ses raisons - chagrin d’amour, malaise familial, goût immodéré pour le black metal, peu importe - qu'à la déflagration qu'elle déclenche et au boucan d'émotions contradictoires qui s'y confrontent. ».

## Distinctions

### Récompenses
- Festival de Busan 2017 : New Currents Award[6].
- Festival international de films de Fribourg 2018 : Prix spécial du jury[7].